# Hessischer Basketball-Verband
Der Hessische Basketball-Verband e. V. (kurz: HBV) ist der Dachverband der Basketballvereine beziehungsweise Sportvereine mit Basketball-Abteilungen im Bundesland Hessen.

## Geschichte
Der Hessische Basketball-Verband wurde am 18. September 1948 in Darmstadt gegründet, erster Vorsitzender wurde seinerzeit der in Roßdorf wohnhafte Theo Clausen. Gemeinsam mit Reinhard Müller gab Clausen im August 1948 zudem die erste Ausgabe des HBV-Mitteilungsblattes „Basketball“ heraus, welches sich an Basketballer in den drei westdeutschen Besatzungszonen richtete. Diese Zeitschrift war der Vorläufer des späteren Organs des Deutschen Basketball-Bundes desselben Namens, welches bis 2006 erschien. Der spätere deutsche Sportspitzenfunktionär Walther Tröger war von 1957 bis 1967 Vorsitzender des Hessischen Basketball-Verbands und danach Ehrenmitglied.
Seit 2020 vergibt der HBV den Friedrich-Prinz-Preis als „besondere Würdigung für herausragendes Wirken im Basketball, insbesondere im Nachwuchsbasketball“. Erster Preisträger war der langjährige Jugend-Bundestrainer Kay Blümel. Im Oktober 2023 wurde vom HBV erstmals die Theo-Clausen-Medaille vergeben (an Clausen-Schüler Holger Geschwindner und an Volker Bouffier).

## Gliederung und Aufgabenbereich
Der HBV ist in die Bezirke Darmstadt, Frankfurt, Gießen und Kassel gegliedert. Der Verband wird vom Vorstand geführt, welcher aus einem Präsidenten sowie fünf Vizepräsidenten besteht. Die Geschäftsstelle ist in Neuenstein-Saasen ansässig.

## Trainingszentrum
Das Trainingszentrum des Hessischen Basketball-Verbandes liegt in Alsfeld im Leistungszentrum des Hessischen Turnverbandes. Im Dezember 2014 wurde dort eine Halle für Basketballbedingungen hergerichtet und ausgestattet, 2015 erfolgte die Einweihung. Zuvor hatte der HBV einen Vertrag mit dem Hessischen Turnerbund über die Nutzung geschlossen. Im Leistungszentrum stehen auch ein Freiluftsportplatz, Übernachtungs-, Tagungs- und Speiseräumlichkeiten zur Verfügung.